# Natalja Jevdokimova
Natalja Jevdokimova (ryska: Наталья Евдокимова), född den 17 mars 1978, är en rysk friidrottare som tävlar i medeldistanslöpning.
Jevdokimova deltog vid Olympiska sommarspelen 2004 där hon slutade fyra på 1 500 meter på tiden 3.59,05. Hon deltog även vidIAAF World Athletics Final 2005 i Monaco där hon blev slutade trea på 1 500 meter på tiden 4.00,60.
Hon var även i final vid inomhus-EM 2009 i Turin där hon slutade på sjätte plats.

## Personliga rekord
- 1 500 meter - 3.57,73